# Minirampa
Minirampa – mniejsza wersja rampy – half-pipe. Różni się od niej tym, iż nie zawiera pionowej ściany, kończąc się rurką (copingiem) już wcześniej, w niepełnym zakolu. Minirampa została bardzo mile przyjęta przez skaterów, rowerzystów, itp., ponieważ nie wymaga specjalnej zdolności jeżdżenia po vercie i można łatwo przenieść triki ze streetu właśnie na minirampę.